# Olinda Morais

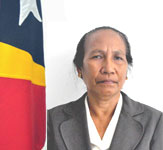
Olinda Morais

Olinda Morais (* 22. September 1951 in Lore, Portugiesisch-Timor), Kampfname: By Mally, ist eine Politikerin aus Osttimor und Mitglied der Partido Democrático (PD).
Morais besuchte die Schule nur bis zur vierten Klasse. Trotzdem wurde sie Lehrerin. Während der Besetzung Osttimors durch Indonesien kämpfte sie bis Ende 1991 gegen die Invasoren. Dafür erhielt sie den Orden der Guerilla, zweiten Grades und die Ehrenurkunde zur Demobilisierung.
Von 2012 bis 2017 war Morais Abgeordnete im Nationalparlament Osttimors und Mitglied in der Kommission für Ethik (Kommission G). Bei den Wahlen 2017 scheiterte sie auf Listenplatz 33 der PD und schied damit aus dem Parlament aus.